# Verwaltungsgemeinschaft Triesdorf
In der Verwaltungsgemeinschaft Triesdorf im mittelfränkischen Landkreis Ansbach haben sich Gemeinden zur Erledigung ihrer Verwaltungsgeschäfte zusammengeschlossen.

## Mitglieder
Der Verwaltungsgemeinschaft gehören seit der Neugründung am 1. Januar 1980 an:
1. Ornbau, Stadt, 1697 Einwohner, 15,16 km²
2. Weidenbach, Markt, 2462 Einwohner, 21,71 km²

## Sitz
Sitz der Verwaltungsgemeinschaft ist Weidenbach, Namensgeber ist Triesdorf, die ehemalige Sommerresidenz der Markgrafen von Ansbach-Bayreuth. Alle Teile zählen zur Metropolregion Nürnberg.

## Geschichte

### Ursprüngliche Planung und Ausführung
Ein Vorschlag des Landratsamtes Ansbach vom März 1973 sah eine Verwaltungsgemeinschaft Triesdorf mit den Städten und Gemeinden Burgoberbach, Weidenbach mit Großbreitenbronn, Merkendorf mit Hirschlach, Wolframs-Eschenbach mit Biederbach und Selgenstadt, Ornbau und Arberg mit Lellenfeld vor. Zwischen 1. Mai 1978 und 31. Dezember 1979 bestand die Verwaltungsgemeinschaft Triesdorf dann tatsächlich aus den Städten Merkendorf, Ornbau und Wolframs-Eschenbach, den Märkten Arberg und Weidenbach und der Gemeinde Mitteleschenbach. Mit Wirkung ab 1. Januar 1980 wurde die Körperschaft aufgelöst.

### Neugründung
Ornbau und Weidenbach bildeten am 1. Januar 1980 eine die neue gleichnamige Verwaltungsgemeinschaft. Wolframs-Eschenbach und Mitteleschenbach wurden zur Verwaltungsgemeinschaft Wolframs-Eschenbach zusammengeschlossen. Die Stadt Merkendorf und der Markt Arberg wurden Einheitsgemeinden mit eigener Verwaltung.